# Sergio Zavattieri
Sergio Zavattieri (Palermo, 24 maggio 1970) è un fotografo e artista italiano.

## Biografia
Ha frequentato l'Accademia di Belle Arti di Palermo e l'Università politecnica di Valencia dove ha approfondito gli studi di fotografia. Dopo aver vissuto a Valencia e Berlino per diversi anni, dal 2012 risiede e lavora a Palermo. Dal 2020 al 2023 è docente della cattedra di Metodi e strumenti per la rappresentazione presso l’Accademia di belle arti Abadir di Sant’Agata li Battiati (Catania).

## Attività artistica
Seguace dell'artista e teorico della fotografia Joan Fontcuberta, Sergio Zavattieri narra con un approccio critico l'impatto sociale che il mezzo fotografico ha avuto nell'età moderna e contemporanea. Attraverso complesse installazioni e serie fotografiche esplora i confini di questo mezzo ambiguo per natura che oltre a poter ritrarre e documentare la storia è anche capace di condizionarla.
Il suo lavoro è stato esposto al MACRO - Museo di arte contemporanea (Roma), al Museo Laboratorio di Arte Contemporanea (MLAC) presso il Polo museale Sapienza della Sapienza Università di Roma, all'Università politecnica di Valencia (Spagna), all'IVAM - Instituto Valenciano de Arte Moderno (Spagna), al CIAC - Centro internazionale per l'arte contemporanea di Genazzano, al Museo Palazzo Riso di Palermo, al Parco Archeologico e paesaggistico della Valle dei Templi di Agrigento, al Museum Kunstpalast di Düsseldorf (Germania) e altre istituzioni pubbliche e private in Europa e in America.

### Mostre personali
- 2004 Líquido, efímero, frío, La Sala Naranja, Valencia, Spagna[6]
- 2006 Botanica, Galleria Arturarte Contemporanea, Viterbo[7]
- 2007 Non esistono soluzioni intere positive all'equazione, Zelle Arte Contemporanea, Palermo[8]
- 2008 Alargando el tiempo todo adquiere formas diferentes, La Sala Naranja, Valencia, Spagna[9]
- 2010 The Ancient Romans Portfolio, Zelle Arte Contemporanea, Palermo[10][11]
- 2012 Continuum, Divinazioni/Divinations, Parco Archeologico e paesaggistico della Valle dei Templi di Agrigento[4]
- 2013 1926, NOPX, Torino[12]
- 2013 From the background to the foreground, FotoGrafia. Festival internazionale di Roma – Vacatio, Museo di arte contemporanea (Roma)[13]
- 2014 Between Realities, NOPX, Torino[14][15]
- 2014 From the background to the foreground, Palazzo Riso, Palermo[16]
- 2015 A Sicilian Walk #1, Palazzo Riso, Palermo[17]

### Mostre collettive
- 2004 Lo que no se ve, La Sala Naranja, Valencia, Spagna[18]
- 2005 XXXII Premio Bancaja di pittura, scultura e arte digitale all'Instituto Valenciano de Arte Moderno di Valencia, Spagna[18]
- 2008 Digital Media, all'Università di Valencia, Spagna[19]
- 2009 Transfer Lounge, SPACE, Pittsburgh, Stati Uniti d'America[20]
- 2009 Transfer Lounge, Forja Arte Contemporaneo, Valencia, Spagna[21]
- 2011 À partir de l’Eau – Storia di una sconosciuta, Zelle Arte Contemporanea, Palermo[22]
- 2012 Die Grosse, Museum Kunstpalast, Düsseldorf, Germania[5]
- 2013 Geografie e storie di transizioni, Palazzo Ziino, Palermo[23]
- 2013 Lo sguardo invisibile, Un'indagine sulle possibilità del paesaggio, VHS, Palermo[24]
- 2013 O – [EAU], Palazzo Ziino, Palermo[25]
- 2015 Ottocelle, Museo d'Arte Contemporanea di Alcamo, Alcamo[26]

## Opere in musei e collezioni
- Museo di Palazzo Riso, Palermo[27]
- Museo d'arte contemporanea di Alcamo, Alcamo[18]
- Castello dei Conti di Modica (Alcamo), Alcamo[18]
- Parco Archeologico e paesaggistico della Valle dei Templi, Agrigento[18]
- Fundacion Bancaja, Valencia[18]
- Museo dell'immagine fotografica e delle arti visuali dell'Università di Tor Vergata, Roma[18]

## Pubblicazioni
- Alekseeva, Ramiro Camelo, Timo Tuhkanen, Anastasia Koltunova, Stanislav Savitsky, Antonella Erminia Zecca, Sofianna Kohtakangas, Veera Kuusisto, Quantum Critic, Helsinki, Pteron Press / Myymälä2 gallery, 2021. ISBN 978-952-6624-19-8.
- Enzo Fiammetta, Creative Lab Alcamo Catanzaro, Rubbettino Editore, 2016. ISBN 978-88-498-4724-6
- Giusi Diana e Giuseppe Parello, Divinazioni/Divinations, Parco Valle dei Templi di Agrigento / Assessorato dei beni culturali e dell'identità siciliana, Agrigento, 2016. ISBN 978-88-6164-317-8.
- Giuseppe Maiorana, Ritualità, tradizione e contemporaneità del pane, Salemi, Comune di Salemi, 2016. ISBN 978-8894-109-21-4.
- Giusi Diana, A Sicilian Walk, Palermo, AFA Edizioni / Glifo Edizioni, 2015. ISBN 978-88-6164-306-2.
- Martina Cavallarin, L'abbandono. Pratiche di relazione nell'arte contemporanea, Milano, Silvana Editoriale, 2014. ISBN 978-88-3662-989-3.
- Helga Marsala, Cristiana Perrella, Valentina Bruschi, Daniela Bigi, Giovanni Iovane, Lorenzo Bruni, Laura Barreca, Marco Delogu, Tim Davis, Leo Rubinfien, Claudia Caprotti, Gerry Badger, Sandra S. Philips, Sujong Song, Hannah Watson, FotoGrafia. Festival internazionale di Roma – Vacatio, Macerata, Casa editrice Quodlibet, 2013. ISBN 978-88-7462-594-9.
- Emilia Valenza, Giulia Scalia, Valentina Di Miceli, Geografie e storie di transizioni, Palermo, Controluce, 2013. ISBN 888-81-6408-1.
- Ute Schäfer, Michael Kotländer, Silvia Renda, Oliver Keymis, Dirk Elbers, Hans-Georg Lohe, Beat Wismer, Johannes Teyssen, Die Grosse Kunstausstellung NRW, Düsseldorf, Verein zur Veranstaltung von Kunstausstellungen e.V., 2012. ISSN 0931-0908.
- Helga Marsala, Lucio Barbera, Bettina Della Casa, Alessandra Ferlito, Giovanni Iovane, Francesco Lucifora, Carmelo Strano, Archivio SACS – RISO 2009-2011, Palazzo Riso, Museo d'Arte Contemporanea della Sicilia / Assessorato dei beni culturali e dell'identità siciliana, Palermo, 2011. ISBN 978-88-6164-162-4
- Álvaro de los Ángeles, Kamen Nedev, Angela Sanchez de Vera, Otro Espacio – Exposiciones 2008-2009, Valencia, Università politecnica di Valencia e Otro Espacio, 2010. ISBN 978-84-8363-554-4.